# I-PRO
i-PRO株式会社（英:i-PRO Co., Ltd.）は、パナソニックにおける60年以上にわたるセンシング技術とイノベーションを継承し2019年に設立、セキュリティ監視、パブリックセーフティ、医療・産業用イメージングのモジュールデバイスを販売する会社である。パナソニックから、80%の株式を譲渡されたポラリス・キャピタル・グループが経営する。

## 沿革
- 2019年 - パナソニックi-PROセンシングソリューションズ株式会社設立。
- 2022年4月 - i-PRO株式会社に商号変更[1]。